# 和田伸也
和田 伸也（わだ しんや、1977年7月9日 - ）は、視覚障害の陸上競技・マラソン選手。 IPC 世界パラ陸上競技クラス T11 、大阪府出身、長瀬産業所属、身長 176cm 、体重 62kg 。
2012年、ロンドン・パラリンピックの 5000m で銅メダルを獲得。2013年、IPC 陸上競技世界選手権大会マラソン銀メダル、2014年、アジアパラ競技大会 800m 、 1500m 、 5000m 金メダルの三冠、2017年、世界パラ陸上競技マラソン・ワールド・カップ金メダル等で活躍。クラス T11 の 800m 、 5000m 、 10000m 、マラソンのアジア記録、日本記録を樹立、 1500m の日本記録を樹立した。2021年の東京パラリンピックにおいて5000mで銅メダルを獲得した。全盲ランナーとしては日本で初めて健常者のエリートマラソンに出場。自己ベスト2時間32分11秒は T11 の世界記録にあと12秒と迫った。

## 経歴
1977年7月9日、大阪府寝屋川市に生まれる。小学校3年生まで堺市で育ち、松原市に転居した。幼い頃から視力が少し低く必要に応じてメガネを使用していたが、スポーツが好きで「野球は無理でも、少し大きめのボールなら」と中学校でラグビーを始めた。生野高等学校ラグビー部に所属したものの、視覚の衰えが徐々に日常生活や運動に支障をきたし、2年生の時に網膜色素変性症と診断されラグビー部を退部。関西大学入学後、学業だけは続けたいと点字や白杖歩行の訓練を受けた。大学3年生の頃には視力がゼロとなったが、習得した点字での読み書きで2002年3月、関西大学大学院社会学研究科博士前期課程を修了した。専門学校での点字の非常勤講師や、豊中市内の障害者自立生活センターでピアカウンセラーとしての勤務を経て、2004年12月、大阪府視覚障害者福祉協会に就職、2005年1月、点字図書館に配属され点字製作の担当になった。
2006年3月、10年以上スポーツから遠ざかっていたため、運動不足の解消にと知人の紹介で京都の視覚障害者のランニング・クラブ賀茂川パートナーズの練習会に参加した。ランニングの楽しさから、やがて大阪の長居わーわーずの練習にも参加。練習を重ねるごとに走る距離や時間を伸ばしていった。2007年、全日本盲人マラソン選手権の福知山マラソンで初のフルマラソン完走。2008年、2度目のフルマラソンとなる同じ福知山マラソンで3時間切りをするサブスリーを達成し、日本盲人マラソン協会（現：日本ブラインドマラソン協会）の2009年度の強化指定選手に選ばれた。

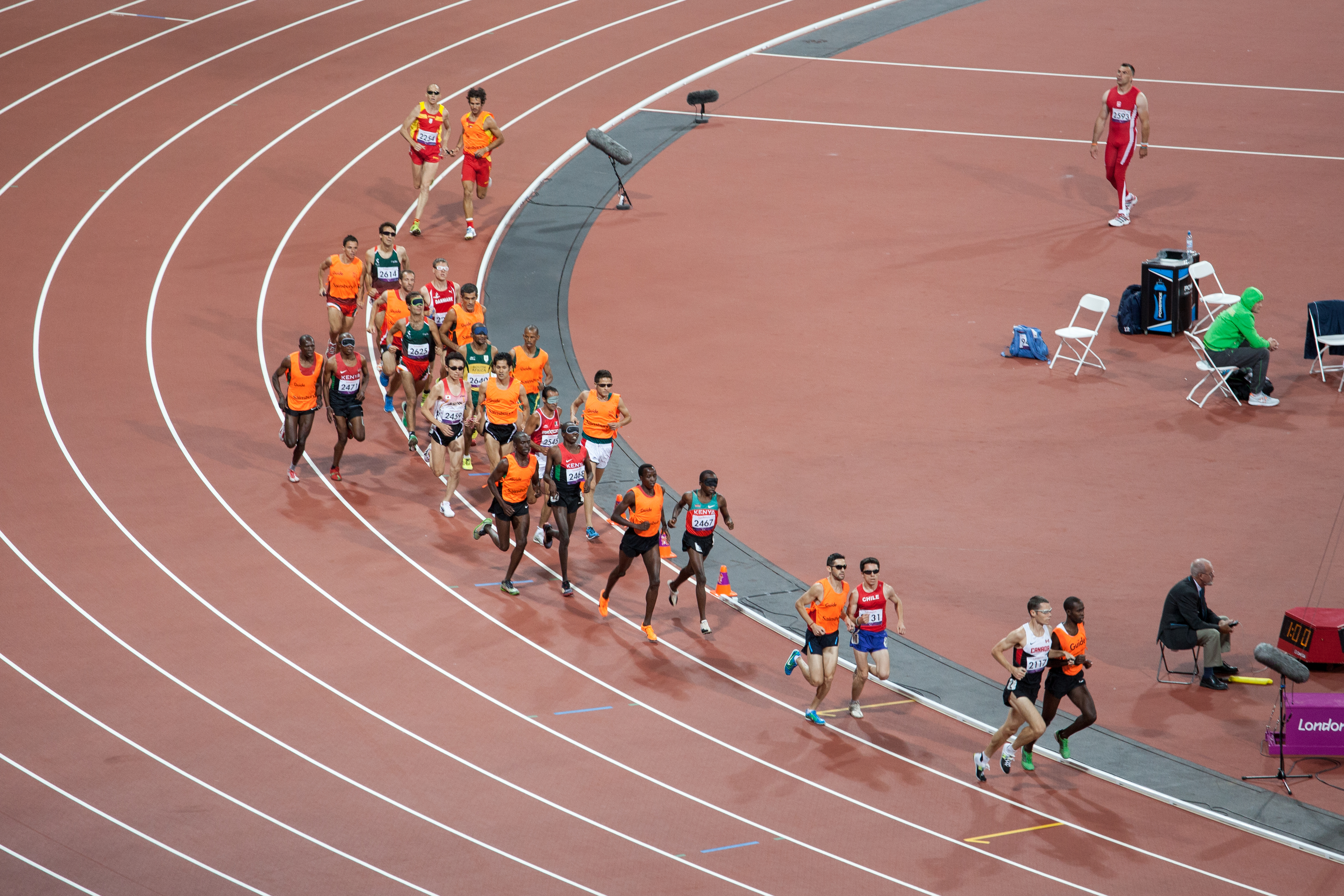
2012年ロンドン・パラリンピック 5000m T11

2010年秋、腓骨の疲労骨折で故障があったが、12月には回復し、初出場の国際大会であるアジアパラ競技大会 5000m で4位に入賞した。2011年1月、IPC 陸上競技世界選手権大会マラソンを自己ベストで銅メダルを獲得。2012年、ロンドン・パラリンピック 5000m では、直前までの自己ベスト16分10秒26の記録を15秒縮め、アジア新記録の15分55秒26で銅メダルを獲得した。2013年、 IPC 陸上競技世界選手権大会マラソン銀メダル。2014年、韓国の仁川で行われたアジアパラ競技大会では 800m 、 1500m 、 5000m の出場全種目金メダルを獲得し三冠を達成した。
2016年9月、リオ・パラリンピックでは 1500m で自身の持つ日本記録を予選と決勝で更新し6位、 5000m で6位、マラソンで5位と3種目全てで入賞。12月、クラス T11 の全盲ランナーとしては日本で初めて健常者のエリートマラソンである福岡国際マラソン選手権大会に出場。自己ベスト2時間32分11秒で日本記録を更新、世界記録にあと12秒と迫った。2017年4月、ロンドン・マラソン共催世界パラ陸上競技マラソン・ワールド・カップでは、マラソンの国際大会では自身初となる金メダルを獲得した。7月、世界パラ陸上競技選手権大会の 5000m で銅メダルを獲得。9月、福島市で開催されたジャパンパラ陸上競技大会で、予定していたガイドランナーの故障により、急遽かつて日本陸上競技選手権大会 1500m で優勝経験のある村上康則に伴走者の代役を依頼。 800m でアジア記録・日本記録を更新した。
2018年9月、長瀬産業に入社。10月、インドネシアのジャカルタで開催されたアジアパラ競技大会 1500m 、 5000m 両種目で銀メダルを獲得した。
2021年8月27日、東京パラリンピックの5000mに出場し、ロンドンパラリンピック以来2大会ぶりの銅メダルを獲得した。さらには1500mでは銀メダルを獲得した。最終日のマラソンではT11クラスの選手が2人で、他の選手はT12の障害が比較的軽い選手たちとの混合の中、順位こそ9位だったが、2時間33分5秒とパラリンピック記録及び、アジア記録（福岡国際マラソンの記録はIPC非公認のため）で東京パラリンピックの有終の美を飾った。

## 自己ベスト
| 種目                                | 記録          | 年月日        | 大会                             | 備考                |
| ----------------------------------- | ------------- | ------------- | -------------------------------- | ------------------- |
| 800m T11                            | 2分07秒12     | 2017年9月24日 | 2017 ジャパンパラ陸上競技大会    | アジア記録 日本記録 |
| 1500m T11                           | 4分15秒62     | 2016年9月13日 | リオ・パラリンピック             | 日本記録            |
| 5000m T11                           | 15分50秒87    | 2015年12月6日 | 2015年度第9回京都陸協記録会      | 日本記録            |
| 10000m T11                          | 34分21秒89    | 2011年1月23日 | 2011 IPC 陸上競技世界選手権大会  | アジア記録 日本記録 |
| 10km                                | 33分08秒      | 2017年3月5日  | 第39回千葉県民マラソン           | [ 21 ]              |
| ハーフマラソン                      | 1時間11分37秒 | 2017年1月29日 | 2017 大阪ハーフマラソン          | [ 22 ] [ 23 ]       |
| マラソン T11                        | 2時間32分11秒 | 2016年12月4日 | 第70回福岡国際マラソン選手権大会 | 日本記録            |
| 太字は2018年11月1日現在保持する記録 |               |               |                                  |                     |

## 選手としての特徴
2010年からパートナーを組んでいる中田崇志は、高橋勇市が2004年のアテネ・パラリンピックのマラソンで金メダルを獲得した時にも貢献したガイドランナーで、次のように述べている。「初めて和田さんと会った日に、短いダッシュをしてもらいました。そのとき、彼なら5000メートルに出場すればメダルを獲れるかもしれないと思い、ひとり興奮しました。和田さん本人は、ジョギングから始めたランナーで、その時点ではトラックを走ったことはほとんどありません。自身はマラソンで活躍してお世話になった人々に恩返しがしたい、という思いを強く持っていました。それを理解したうえで 『5000メートルに強い適性があります。マラソンは弱視との勝負になりますが、5000メートルは全盲のみです。メダルを獲得するために5000メートルで勝負したいです』と私は提案しました」。また、それぞれの伴走ロープの違いについて次のように述べている。「ランナーによって特徴があって、高橋さんの場合は、転倒の危険を避けることを重視するため選手と伴走者の手の甲がくっつくほどに短いロープを使っています。逆にスプリント能力が高い和田さんの場合は、ダッシュを妨げることがないように練習時から長めのものを使っています。」関東と関西に離れている二人は、「会うのは月に1回か2回、年間で15回くらいでしょうか。しかし和田さんとはGPSウォッチを活用し、ふだんの練習状況をアプリで共有しています。練習時の天候、気温、風向き、コース状況、ランニングのスピードやピッチ（歩数）、上下動、心拍数、左右の足のバランスなど全てが記録されたデータが送信されてきますから、生で練習を見ている以上の状況把握が可能になっています」と述べている。

## 写真

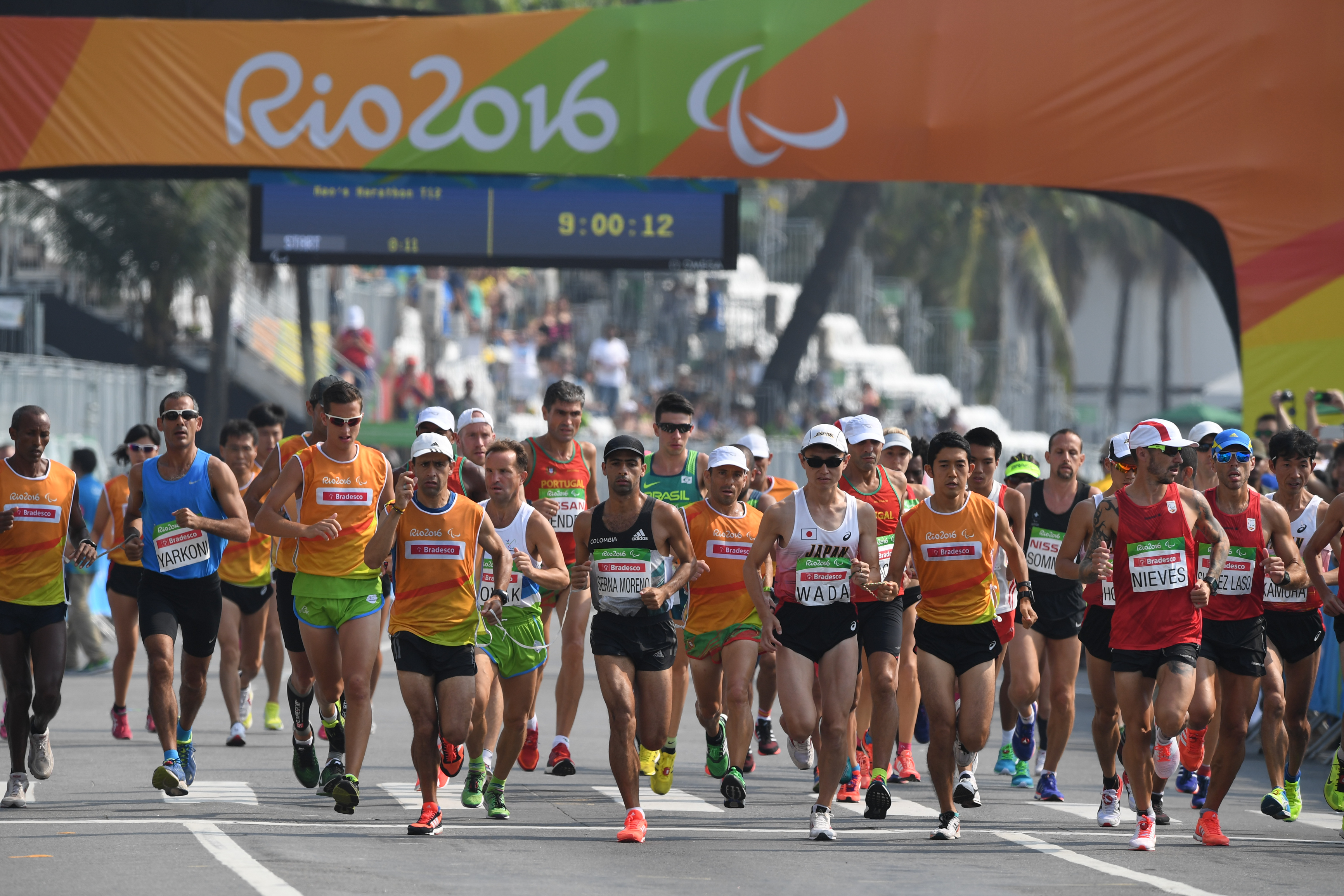
2016年リオ・パラリンピックのマラソン
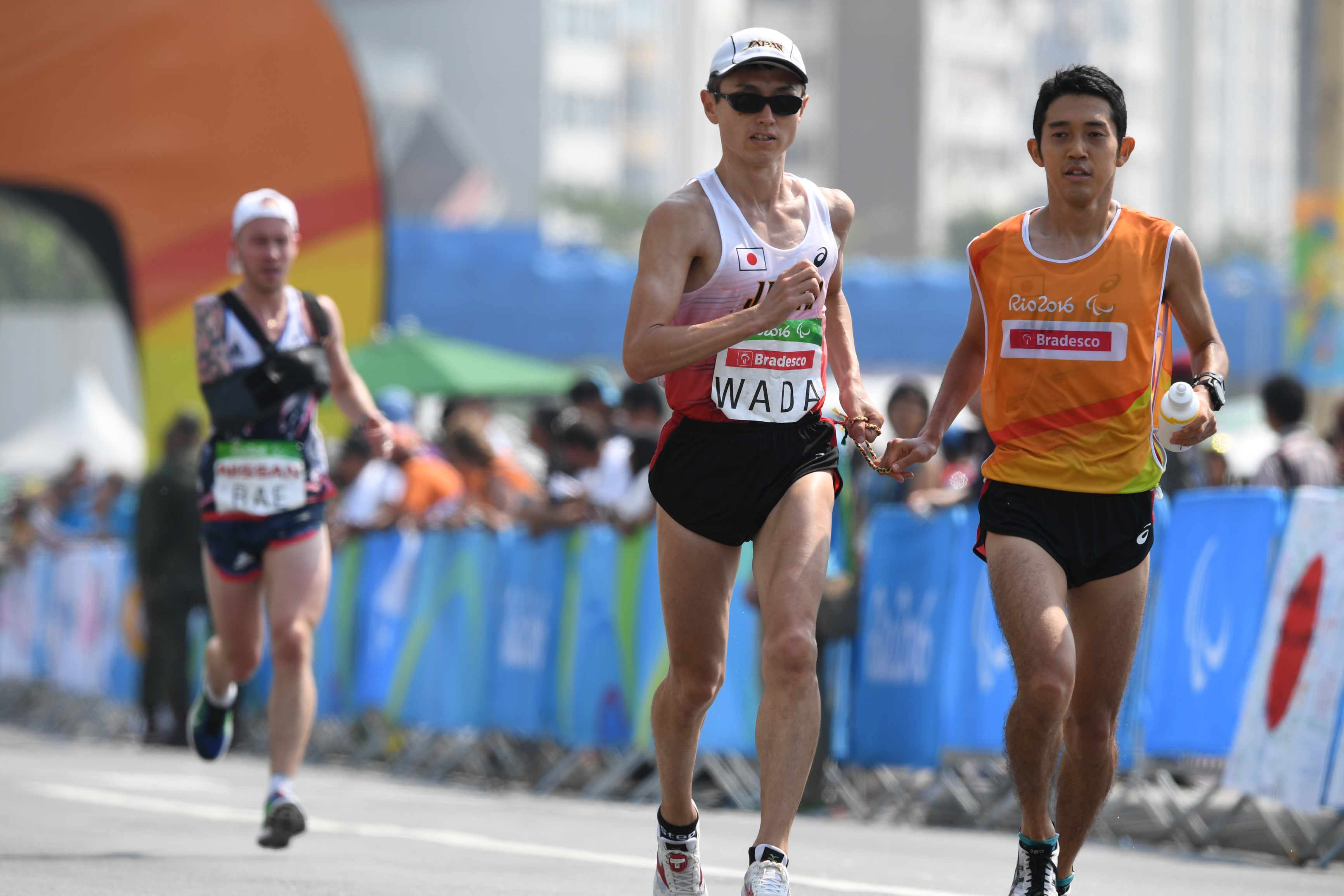
2016年リオ・パラリンピックのマラソン
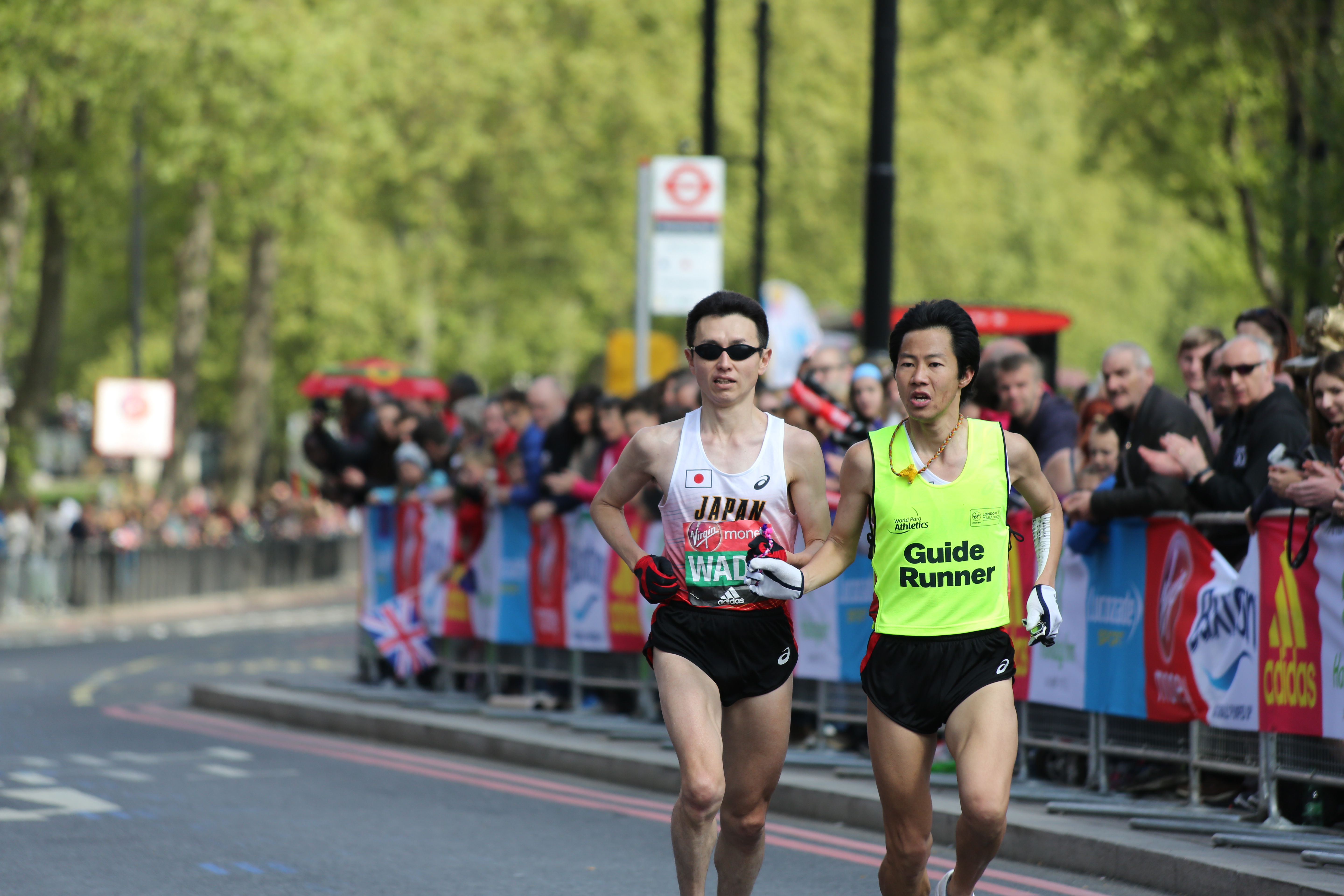
2017年世界パラ陸上競技マラソン・ワールド・カップ（イギリス・ロンドン）
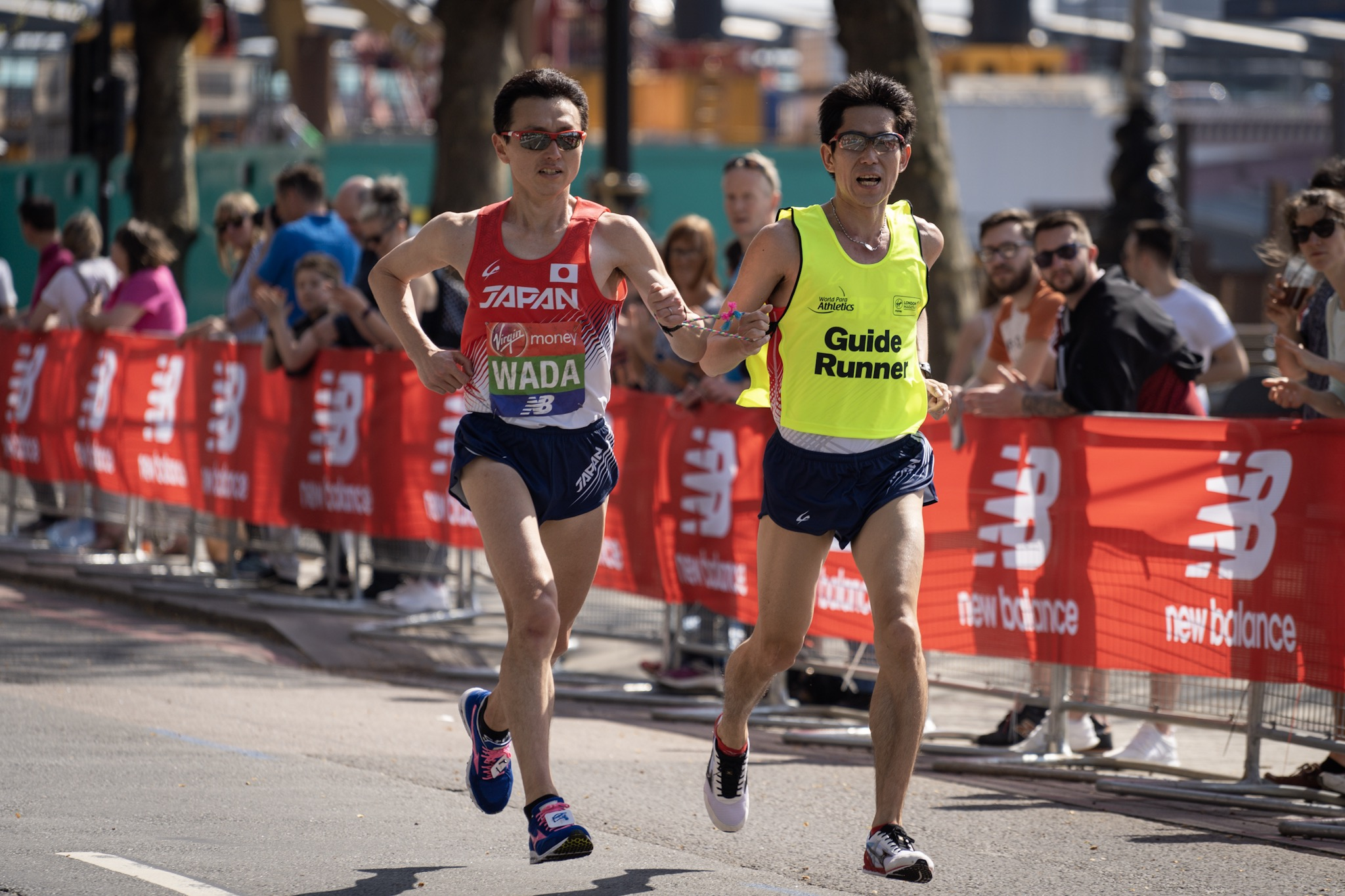
2018年世界パラ陸上競技マラソン・ワールド・カップ（イギリス・ロンドン）

## 主な成績

### 国際大会

#### 世界大会
| 年月                                                  | 大会                                                                   | 開催地                               | 結果 | 種目            | タイム        | ガイド            | 備考                 |
| ----------------------------------------------------- | ---------------------------------------------------------------------- | ------------------------------------ | ---- | --------------- | ------------- | ----------------- | -------------------- |
| 2011年1月                                             | 2011 IPC 陸上競技世界選手権大会                                        | ニュージーランド・クライストチャーチ | 4位  | 10000m T11      | 34分21秒89    | 中田崇志          | AR NR                |
| 2011年1月                                             | 2011 IPC 陸上競技世界選手権大会                                        | ニュージーランド・クライストチャーチ | 3位  | マラソン T11    | 2時間43分26秒 | 二見隆亮/中田崇志 | [ 1 ] [ 25 ] [ 26 ]  |
| 2012年8月・9月                                        | 第14回パラリンピック                                                   | イギリス・ロンドン                   | 予選 | 1500m T11       | 4分18秒71     | 中田崇志          | NR                   |
| 2012年8月・9月                                        | 第14回パラリンピック                                                   | イギリス・ロンドン                   | 3位  | 5000m T11       | 15分55秒26    | 中田崇志          | AR NR                |
| 2012年8月・9月                                        | 第14回パラリンピック                                                   | イギリス・ロンドン                   | 5位  | マラソン T12    | 2時間40分08秒 | 志田淳/中田崇志   | [ 1 ] [ 27 ] [ 28 ]  |
| 2013年7月                                             | 2013 IPC 陸上競技世界選手権大会                                        | フランス・リヨン                     | 予選 | 1500m T11       | DNF           |                   | [ 29 ]               |
| 2013年7月                                             | 2013 IPC 陸上競技世界選手権大会                                        | フランス・リヨン                     | 4位  | 5000m T11       | 16分20秒91    |                   | [ 29 ]               |
| 2013年7月                                             | 2013 IPC 陸上競技世界選手権大会                                        | フランス・リヨン                     | 2位  | マラソン T11    | 2時間45分34秒 | 行場竹彦/中田崇志 | [ 1 ] [ 29 ]         |
| 2015年5月                                             | 第5回 IBSA 世界競技大会                                                | 韓国ソウル                           | 予選 | 1500m T11       | 4分42秒78     |                   | [ 30 ]               |
| 2015年5月                                             | 第5回 IBSA 世界競技大会                                                | 韓国ソウル                           | 2位  | 5000m T11       | 16分18秒21    | 中田崇志          | [ 1 ]                |
| 2015年10月                                            | 2015 IPC 陸上競技世界選手権大会                                        | カタール・ドーハ                     | 3位  | 5000m T11       | 16分31秒04    | 中田崇志          | [ 31 ]               |
| 2016年9月                                             | 第15回パラリンピック                                                   | ブラジル・リオデジャネイロ           | 予選 | 1500m T11       | 4分16秒12     | 中田崇志          | NR                   |
| 2016年9月                                             | 第15回パラリンピック                                                   | ブラジル・リオデジャネイロ           | 6位  | 1500m T11       | 4分15秒62     | 中田崇志          | NR                   |
| 2016年9月                                             | 第15回パラリンピック                                                   | ブラジル・リオデジャネイロ           | 6位  | 5000m T11       | 16分02秒97    | 中田崇志          | [ 32 ] [ 36 ] [ 37 ] |
| 2016年9月                                             | 第15回パラリンピック                                                   | ブラジル・リオデジャネイロ           | 5位  | マラソン T12    | 2時間39分52秒 | 行場竹彦/中田崇志 | [ 32 ] [ 38 ] [ 39 ] |
| 2017年4月                                             | 2017 ロンドン・マラソン共催 世界パラ陸上競技マラソン・ワールド・カップ | イギリス・ロンドン                   | 1位  | マラソン T11/12 | 2時間34分59秒 | 中田崇志/今木一充 | [ 1 ] [ 40 ] [ 41 ]  |
| 2017年7月                                             | 2017 世界パラ陸上競技選手権大会                                        | イギリス・ロンドン                   | 予選 | 1500m T11       | 4分22秒12     | 箕和廣太朗        | [ 1 ] [ 42 ] [ 43 ]  |
| 2017年7月                                             | 2017 世界パラ陸上競技選手権大会                                        | イギリス・ロンドン                   | 3位  | 5000m T11       | 15分54秒29    | 箕和廣太朗        | [ 1 ] [ 42 ] [ 44 ]  |
| 2018年4月                                             | 2018 ロンドン・マラソン共催 世界パラ陸上競技マラソン・ワールド・カップ | イギリス・ロンドン                   | 5位  | マラソン T11/12 | 2時間42分18秒 | 中田崇志/村上康則 | [ 45 ] [ 46 ]        |
| AR エリア（アジア）記録 \| GR 大会記録 \| NR 日本記録 |                                                                        |                                      |      |                 |               |                   |                      |

#### 地域大会
| 年月        | 大会                    | 開催地                   | 結果 | 種目       | タイム     | ガイド            | 備考                 |
| ----------- | ----------------------- | ------------------------ | ---- | ---------- | ---------- | ----------------- | -------------------- |
| 2010年12月  | 2010 アジアパラ競技大会 | 中国広州市               | 4位  | 5000m T12  | 17分18秒18 | 木村悟/土田政志   | [ 1 ] [ 47 ]         |
| 2010年12月  | 2010 アジアパラ競技大会 | 中国広州市               |      | 10000m T12 | 39分56秒94 | 角正真之/木之下仁 | NM 種目              |
| 2014年10月  | 2014 アジアパラ競技大会 | 韓国仁川                 | 1位  | 800m T11   | 2分08秒97  | 今木一充          | GR                   |
| 2014年10月  | 2014 アジアパラ競技大会 | 韓国仁川                 | 1位  | 1500m T11  | 4分20秒45  | 今木一充          | [ 10 ] [ 49 ]        |
| 2014年10月  | 2014 アジアパラ競技大会 | 韓国仁川                 | 1位  | 5000m T11  | 16分20秒48 | 今木一充          | GR                   |
| 2018年10月  | 2018 アジアパラ競技大会 | インドネシア・ジャカルタ | 2位  | 1500m T11  | 4分22秒87  | 中田崇志          | [ 51 ] [ 52 ] [ 53 ] |
| 2018年10月  | 2018 アジアパラ競技大会 | インドネシア・ジャカルタ | 2位  | 5000m T11  | 16分19秒02 | 中田崇志          | [ 51 ] [ 54 ]        |
| GR 大会記録 |                         |                          |      |            |            |                   |                      |

### 国内大会

#### トラック
| 年月日                                                | 大会                                                                   | 開催地       | 結果 | 種目             | 記録       | ガイド            | 備考          |
| ----------------------------------------------------- | ---------------------------------------------------------------------- | ------------ | ---- | ---------------- | ---------- | ----------------- | ------------- |
| 2011年7月9日・10日                                    | 第22回日本身体障害者陸上競技選手権大会                                 | 大阪府堺市   | 1位  | 1500m T11        | 4分27秒69  |                   | NR GR         |
| 2011年7月9日・10日                                    | 第22回日本身体障害者陸上競技選手権大会                                 | 大阪府堺市   | 1位  | 5000m T11        | 16分52秒15 | 二見隆亮/西原由高 | GR            |
| 2011年9月24日・25日                                   | 2011 ジャパンパラリンピック陸上競技大会                                | 大分市       | 1位  | 1500m T11        | 4分27秒18  |                   | NR GR         |
| 2011年9月24日・25日                                   | 2011 ジャパンパラリンピック陸上競技大会                                | 大分市       | 1位  | 10000m T11       | 35分01秒79 |                   | GR            |
| 2011年10月10日                                        | 第16回関東身体障害者陸上競技選手権大会                                 | 埼玉県上尾市 | 1位  | 5000m T11        | 16分10秒26 |                   | NR GR         |
| 2012年6月2日・3日                                     | 2012 ジャパンパラ陸上競技大会 兼第23回日本身体障害者陸上競技選手権大会 | 大阪市       | 1位  | 1500m T11        | 4分19秒94  |                   | NR GR         |
| 2012年6月2日・3日                                     | 2012 ジャパンパラ陸上競技大会 兼第23回日本身体障害者陸上競技選手権大会 | 大阪市       | 1位  | 5000m T11        | 16分12秒72 |                   | GR            |
| 2013年4月13日                                         | 平成25年度第2回大阪陸上競技記録会                                      | 大阪市       | 43位 | 5000m 一般・高校 | 15分51秒94 |                   | T11 NR        |
| 2013年6月8日・9日                                     | 第24回日本身体障害者陸上競技選手権大会                                 | 大阪市       | 1位  | 800m T11         | 2分11秒05  |                   | NR GR         |
| 2013年6月8日・9日                                     | 第24回日本身体障害者陸上競技選手権大会                                 | 大阪市       | 1位  | 1500m T11        | 4分22秒11  |                   | [ 62 ]        |
| 2013年9月7日・8日                                     | 2013 ジャパンパラ陸上競技大会                                          | 山口市       | 1位  | 800m T11         | 2分11秒03  |                   | NR GR         |
| 2013年9月7日・8日                                     | 2013 ジャパンパラ陸上競技大会                                          | 山口市       | 1位  | 10000m T11       | 34分42秒02 |                   | GR            |
| 2014年6月7日・8日                                     | 第25回日本身体障害者陸上競技選手権大会                                 | 大阪市       | 1位  | 1500m T11        | 4分23秒10  | 今木一充          | [ 66 ]        |
| 2014年6月7日・8日                                     | 第25回日本身体障害者陸上競技選手権大会                                 | 大阪市       | 1位  | 5000m T11        | 16分33秒93 | 今木一充          | [ 66 ]        |
| 2014年9月6日・7日                                     | 2014 ジャパンパラ陸上競技大会                                          | 山口市       | 1位  | 800m T11         | 2分08秒27  | 中田崇志          | NR GR         |
| 2014年9月6日・7日                                     | 2014 ジャパンパラ陸上競技大会                                          | 山口市       | 1位  | 1500m T11        | 4分22秒43  | 中田崇志          | [ 65 ]        |
| 2015年7月4日・5日                                     | 第20回関東身体障害者陸上競技選手権大会                                 | 東京都町田市 | 1位  | 1500m T11        | 4分20秒85  | 中田崇志          | GR            |
| 2015年7月18日・19日                                   | 第26回日本パラ陸上競技選手権大会                                       | 大阪市       | 1位  | 1500m T11        | 4分21秒70  | 太西浩之          | [ 63 ]        |
| 2015年12月6日                                         | 2015年度第9回京都陸協記録会                                            | 京都市       |      | 5000m            | 15分50秒87 | 今木一充          | T11 NR        |
| 2016年4月30日・5月1日                                 | 第27回日本パラ陸上競技選手権大会                                       | 鳥取市       | 失格 | 1500m T11        | DQ         | 行場竹彦          | [ 68 ] [ 69 ] |
| 2016年4月30日・5月1日                                 | 第27回日本パラ陸上競技選手権大会                                       | 鳥取市       | 1位  | 5000m T11        | 16分07秒07 |                   | GR            |
| 2016年6月4日・5日                                     | 2016 ジャパンパラ陸上競技大会                                          | 新潟市       | 1位  | 1500m T11        | 4分23秒31  | 中田崇志          | [ 71 ]        |
| 2017年6月10日・11日                                   | 第28回日本パラ陸上競技選手権大会                                       | 東京都       | 1位  | 1500m T11        | 4分18秒31  | 中田崇志          | GR            |
| 2017年9月23日・24日                                   | 2017 ジャパンパラ陸上競技大会                                          | 福島市       | 1位  | 800m T11         | 2分07秒12  | 村上康則          | AR NR GR      |
| 2017年9月23日・24日                                   | 2017 ジャパンパラ陸上競技大会                                          | 福島市       | 1位  | 1500m T11        | 4分19秒60  | 村上康則          | GR            |
| AR エリア（アジア）記録 \| GR 大会記録 \| NR 日本記録 |                                                                        |              |      |                  |            |                   |               |

#### マラソン
| 年月                                                  | 大会 | 開催地                       | 部門         | 結果  | 記録          | ガイド            | 備考          |
| ----------------------------------------------------- | --- | ---------------------------- | ------------ | ----- | ------------- | ----------------- | ------------- |
| 2007年11月23日                                        | 第17回福知山マラソン 第8回全日本盲人マラソン選手権                                                          | 京都府福知山市               | 視覚障害者   | 8位   | 3時間7分21秒  |                   | [ 74 ]        |
| 2008年11月23日                                        | 第18回福知山マラソン 第9回全日本盲人マラソン選手権                                                          | 京都府福知山市               | 視覚障害者   | 4位   | 2時間56分55秒 | 二見隆亮/菊地貴優 | [ 75 ] [ 76 ] |
| 2010年4月18日                                         | 第20回かすみがうらマラソン 兼第16回国際盲人マラソンかすみがうら大会                                         | 茨城県土浦市・かすみがうら市 | B1           | 1位   | 2時間44分00秒 |                   | [ 77 ]        |
| 2011年11月23日                                        | 第21回福知山マラソン 第12回全日本盲人マラソン選手権                                                         | 京都府福知山市               | T11          | 1位   | 2時間38分59秒 | 中田崇志/志田淳   | 総合17位      |
| 2012年11月23日                                        | 第22回福知山マラソン 第13回全日本盲人マラソン選手権                                                         | 京都府福知山市               | T11 39歳以下 | 1位   | 2時間36分32秒 | 二見隆亮/志田淳   | NR            |
| 2013年12月8日                                         | 第27回青島太平洋マラソン 第22回視覚障害者マラソン宮崎大会                                                   | 宮崎市                       | B2           | 1位   | 2時間58分56秒 |                   | 総合139位     |
| 2014年12月21日                                        | 第45回防府読売マラソン大会                                                                                  | 山口県防府市                 | 一般         | 48位  | 2時間35分39秒 | 中田崇志/行場竹彦 | T11 NR        |
| 2016年2月7日                                          | 第65回別府大分毎日マラソン大会 兼2016年リオデジャネイロ・パラリンピック視覚障害者マラソン代表選手最終選考会 | 大分県大分市・別府市         | 視覚障害者   | 2位   | 2時間33分46秒 | 行場竹彦/中田崇志 | T11 NR        |
| 2016年12月4日                                         | 第70回福岡国際マラソン選手権大会                                                                            | 福岡市                       | 日本陸連登録 | 129位 | 2時間32分11秒 | 行場竹彦/今木一充 | T11 NR        |
| 2017年12月3日                                         | 第71回福岡国際マラソン選手権大会                                                                            | 福岡市                       | 日本陸連登録 |       | DNS           |                   | [ 84 ]        |
| 2018年2月4日                                          | 第67回別府大分毎日マラソン大会 兼第18回日本視覚障がい男子マラソン選手権大会                                 | 大分県大分市・別府市         | 視覚障害者   | 3位   | 2時間35分12秒 | 今木一充/衣斐俊彦 | T11 AR        |
| AR エリア（アジア）記録 \| GR 大会記録 \| NR 日本記録 | |                              |              |       |               |                   |               |

#### 30km
| 年月           | 大会             | 開催地 | 結果 | クラス | 記録          | ガイド | 備考          |
| -------------- | ---------------- | ------ | ---- | ------ | ------------- | ------ | ------------- |
| 2014年11月30日 | 大阪ロードレース | 大阪市 | 4位  | 一般   | 1時間48分52秒 | 今木   | [ 89 ] [ 90 ] |

#### ハーフマラソン
| 年月          | 大会                             | 開催地 | 部門         | 結果  | 記録          | ガイド | 備考          |
| ------------- | -------------------------------- | ------ | ------------ | ----- | ------------- | ------ | ------------- |
| 2006年11月5日 | 第10回大阪・淀川市民マラソン     | 大阪府 |              |       | 1時間35分52秒 |        | [ 91 ] [ 92 ] |
| 2010年1月31日 | 2010 大阪ハーフマラソン          | 大阪市 | 日本陸連登録 | 55位  | 1時間18分35秒 |        | [ 93 ]        |
| 2012年7月1日  | 第55回札幌国際ハーフマラソン大会 | 札幌市 |              | 134位 | 1時間14分29秒 |        | [ 94 ]        |
| 2015年1月25日 | 2015 大阪ハーフマラソン          | 大阪市 | 日本陸連登録 | 61位  | 1時間14分43秒 | 宮本   | [ 90 ] [ 95 ] |
| 2017年1月29日 | 2017 大阪ハーフマラソン          | 大阪市 | 日本陸連登録 | 62位  | 1時間11分37秒 |        | [ 22 ]        |
| 2018年1月28日 | 2018 大阪ハーフマラソン          | 大阪市 | 日本陸連登録 | 296位 | 1時間17分33秒 |        | [ 96 ]        |

#### 10マイル
| 年月          | 大会                                                                | 開催地                       | 部門 | 結果 | 記録     | ガイド | 備考 |
| ------------- | ------------------------------------------------------------------- | ---------------------------- | ---- | ---- | -------- | ------ | ---- |
| 2014年4月20日 | 第24回かすみがうらマラソン 兼第20回国際盲人マラソンかすみがうら大会 | 茨城県土浦市・かすみがうら市 |      | 1位  | 56分16秒 |        |      |

#### 10km
| 年月日        | 大会                                           | 開催地       | 部門           | 結果 | 記録     | ガイド   | 備考           |
| ------------- | ---------------------------------------------- | ------------ | -------------- | ---- | -------- | -------- | -------------- |
| 2007年1月8日  | 第30回「新春走ろうかい」ひらかたハーフマラソン | 大阪府枚方市 | 視覚障害者     | 1位  | 40分47秒 |          | GR             |
| 2008年1月14日 | 第31回「新春走ろうかい」ひらかたハーフマラソン | 大阪府枚方市 | 視覚障害者     | 1位  | 38分02秒 |          | GR             |
| 2008年3月2日  | 第25回視覚障害者京都マラソン大会               | 京都市       | 全盲           | 1位  | 37分25秒 |          | GR             |
| 2009年1月12日 | 第32回「新春走ろうかい」ひらかたハーフマラソン | 大阪府枚方市 | 視覚障害者     | 1位  | 39分56秒 |          | [ 100 ]        |
| 2009年3月1日  | 第26回視覚障害者京都マラソン大会               | 京都市       | 全盲           | 1位  | 36分08秒 |          | GR             |
| 2010年1月11日 | 第33回「新春走ろうかい」ひらかたハーフマラソン | 大阪府枚方市 | 視覚障害者     | 1位  | 38分02秒 |          | =GR            |
| 2010年3月7日  | 第27回視覚障害者京都マラソン大会               | 京都市       | 全盲           | 1位  | 38分17秒 | 小山陽平 | [ 103 ]        |
| 2011年1月10日 | 第34回「新春走ろうかい」ひらかたハーフマラソン | 大阪府枚方市 | 視覚障害者     | 1位  | 35分59秒 |          | GR             |
| 2011年3月6日  | 第28回視覚障害者京都マラソン大会               | 京都市       | 全盲           | 1位  | 35分40秒 | 山本伸弘 | GR             |
| 2012年1月9日  | 第35回「新春走ろうかい」ひらかたハーフマラソン | 大阪府枚方市 | 視覚障害者     | 1位  | 34分34秒 |          | GR             |
| 2012年3月4日  | 第29回視覚障害者京都マラソン大会               | 京都市       | 全盲           | 1位  | 34分49秒 | 久保佑介 | [ 107 ]        |
| 2012年12月9日 | 第30回 JBMA 神宮外苑ロードレース               | 東京都       | 39歳以下伴走要 | 1位  | 34分50秒 | 志田淳   | [ 79 ]         |
| 2013年1月14日 | 第36回「新春走ろうかい」ひらかたハーフマラソン | 大阪府枚方市 | 視覚障害者     | 1位  | 34分28秒 |          | GR             |
| 2013年3月3日  | 第30回視覚障害者京都マラソン大会               | 京都市       | 全盲           | 1位  | 34分27秒 |          | GR             |
| 2014年1月13日 | 第37回「新春走ろうかい」ひらかたハーフマラソン | 大阪府枚方市 | 視覚障害者     | 1位  | 34分24秒 |          | [ 110 ]        |
| 2014年3月2日  | 第31回視覚障害者京都マラソン大会               | 京都市       | 全盲           | 1位  | 34分45秒 |          | [ 111 ]        |
| 2015年1月12日 | 第38回「新春走ろうかい」ひらかたハーフマラソン | 大阪府枚方市 | 視覚障害者     | 1位  | 34分23秒 | 今木     | GR             |
| 2015年2月8日  | 第32回視覚障害者京都マラソン大会               | 京都市       | 全盲           | 1位  | 34分44秒 | 片渕恵太 | [ 113 ]        |
| 2015年3月1日  | 第37回千葉県民マラソン                         | 千葉県富津市 |                |      | 33分33秒 |          | [ 6 ]          |
| 2017年3月5日  | 第39回千葉県民マラソン                         | 千葉県富津市 | JBMA 所属      | 2位  | 33分08秒 | 福光     | [ 21 ] [ 114 ] |
| GR 大会記録   |                                                |              |                |      |          |          |                |

## 受賞
- 京都府スポーツ賞優秀賞（2009年、2010年、2011年、2013年、2016年）[115][116][117][118][119]
- 京都府体育協会優秀選手賞（2011年）[120]
- 日本パラリンピック委員会パラリンピック特別賞（2012年）[121]
- 大阪スポーツ大賞競技成績優秀者（2012年）[122]
- 京都府スポーツ賞特別栄誉賞（2012年）[123]
- 感動大阪大賞（2012年）[124]
- 東大阪市市長賞詞（2012年）[125]
- 東大阪市議長賞詞（2012年）[125]
- 大阪スポーツ賞優秀選手賞（2015年、2016年、2017年）[126][127][128]
- 文部科学大臣パラリンピック競技大会入賞者表彰（2016年）[129]
- 大阪市長表彰（2016年）[130]
- キラリいばらき大賞（2016年）[131]
- 京都市スポーツ栄誉賞（2016年）[132]
- アールビーズスポーツ財団第29回ランナーズ賞（2016年）[133]
- 関西大学学長表彰（2017年）[134][135]
- 文部科学大臣平成29年度国際競技大会優秀者表彰（2018年）[136]

## 出演

### イベント
- 第2回大阪マラソンチャリティランナー（2012年）[137]
- ジャパンウォーク in OSAKA（2017年）[138]

### テレビ番組
- 『限界、その先へ〜ドーハ 障害者陸上 世界選手権』（NHK BS1、2015年11月28日）[139]
- 『あすリート』（読売テレビ）
  - 第66回「和田伸也」（2016年1月16日）[140]
  - 第94回「和田伸也」（2016年7月30日）[141]
  - 第118回「和田伸也」（2017年1月14日）[15]
- 『グラジオラスの轍』第43回「視覚障がい者マラソン〜彼らが走る理由」（フジテレビ、2016年2月28日）[142]
- 『ストロングポイント』第30回「リオパラ特別篇　柔道・廣瀬誠選手　陸上・和田伸也選手」（BS日テレ、2016年9月10日）[143]
- 『みらいのつくりかた』（テレビ東京）
  - 「和田伸也 パラ陸上」（2017年12月21日）[144]
  - 新春SP「天才アスリート〜受け継ぐ言葉」特別企画③中田崇志（2018年1月1日）[145]
- 『PARA☆DO!〜その先の自分（ヒーロー）へ』第127回「中田崇志さん（マラソン伴走者）」（フジテレビ、2018年10月10日）YouTube 配信[146]

### コマーシャル
- ダイキン「うるさら7」 Web 広告

### その他
浅生鴨の小説『伴走者』（講談社、2018年）の単行本表紙カバーのデザインに和田とガイドランナーの中田崇志の伴走ロープでつながれた手の写真が使用された。また浅生自身が二人を撮影して制作したプロモーション映像が公開された。YouTube 配信 
香川まさひと原作・若狭星作画の漫画『ましろ日』第3集（小学館、2018年）に、「中途失明後にマラソンに出会った点で、『ましろ日』の主人公・山崎と私は、全く同じ。この作品でブラインドマラソンランナーのことを知ってほしい。」との推薦コメントを寄せている。